# Amblyeleotris taipinensis
Amblyeleotris taipinensis är en fiskart som beskrevs av Chen, Shao och Chen 2006. Amblyeleotris taipinensis ingår i släktet Amblyeleotris och familjen smörbultsfiskar. Inga underarter finns listade i Catalogue of Life.